# Kurt Moosdorf (Politiker, 1910)
Kurt Moosdorf (* 26. April 1910 in Bad Vilbel; † 6. Juni 1980 in Büdingen) war ein deutscher Politiker der SPD.

## Werdegang
Moosdorf war zunächst städtischer Verwaltungsbeamter in Gießen. Als Mitglied der SPD musste er die Verwaltung 1933 verlassen und war dann bis 1946 in einem Industrieunternehmen angestellt.

## Landrat in Büdingen
Am 20. Februar 1946 wurde er als Landrat des Landkreises Büdingen eingesetzt. Erstmals gewählt wurde er dann am 14. Juni 1948. Er behielt dieses Mandat durch fortlaufende Wiederwahl bis zur Auflösung des Kreises am 30. Juni 1972.

## Hessischer Landkreistag
Kurt Moosdorf ist Gründungsmitglied des Hessischen Landkreistags, zunächst als Vorsitzender des Sozialausschusses und ab 1965 bis 1972 als Präsident.